# (10035) 1982 DC2
1982 دي سي 2 (ويعرف أيضًا باسم (10035) 1982 دي سي 2 وفق تسمية الكوكب الصغير) (بالإنجليزية: 1982 DC2)‏ هو كويكب ضمن حزام الكويكبات؛ وترتيبه 10035 من حيث الاكتشاف.
اكتُشف هذا الجُرم الفلكي بواسطة Ladislav Brožek ‏ في 16 فبراير 1982.

## وصلات خارجية
- (10035) 1982 DC2 في قاعدة بيانات مختبر الدفع النفاث لأجرام النظام الشمسي الصغيرة

- الاكتشاف · مخطط المدار ·  العناصر المدارية · المعلمات المادية

- (10035) 1982 DC2 على موقع ويكي سكاي: DSS2, SDSS, GALEX, IRAS, Hydrogen α, X-Ray, Astrophoto, Sky Map, Articles and images